# Roger Verdier
Roger Verdier, né le 3 juillet 1903 dans le 11e arrondissement de Paris et mort le 17 octobre 1994 à Cannes, est un réalisateur français.

## Biographie
Roger Verdier a été le responsable de la coopérative court métrage au sein de la Coopérative générale du cinéma français dont il fut le secrétaire général.

## Filmographie

### Courts métrages
- 1937 : La Croisière sauvage dans les abîmes du Verdon
- 1937 : Édition sportive
- 1938 : Vers le Hoggar (+ directeur de la photographie)
- 1942 : Saint-Véran (coréalisateur : Albert Mahuzier)
- 1944 : La Nuit des temps
- 1949 : À travers champs
- 1953 : Jour de marché
- 1954 : La Voie élastique française

### Longs métrages
- 1940 : L'Homme du Niger de Jacques de Baroncelli (cadreur)
- 1948 : Parade du rire